# Varanus mertensi
Varanus mertensi är en ödleart som beskrevs av  Ludwig Glauert 1951. Varanus mertensi ingår i släktet Varanus och familjen Varanidae. Inga underarter finns listade i Catalogue of Life.
Denna varan når en längd av 110 cm. Typisk är en mörkgrå ovansida med flera gula punkter, en spetsig nos och en gul strupe samt buke.
Arten förekommer i delstaterna Northern Territory, Queensland och Western Australia i Australien. Honor lägger ägg. Individerna lever i träskmarker och i andra landskap nära vattenansamlingar. Födan utgörs bland annat av fiskar, groddjur, andra små ryggradsdjur, insekter, kräftdjur och kadaver. Enligt uppskattningarblir djuret efter 3 till 4 år könsmoget och livslängden antas vara 10 till 12 år. Individer som äter den introducerade agapaddan kan få större hälsoproblem. Exemplaren simmar med hjälp av den på sidan avplattade svansen. Näsborrarna ligger på huvudets topp och individen kan andas med nästan hela kroppen i vattnet. Varanus mertensi syns ofta på stenar intill vattnet där den solbadar.
I utbredningsområdet ligger Kakadu nationalparken. På grund av agapaddan minskade hela beståndet med cirka 80 procent mellan året 2000 och 2017. IUCN listar arten som starkt hotad (EN).

## Bildgalleri

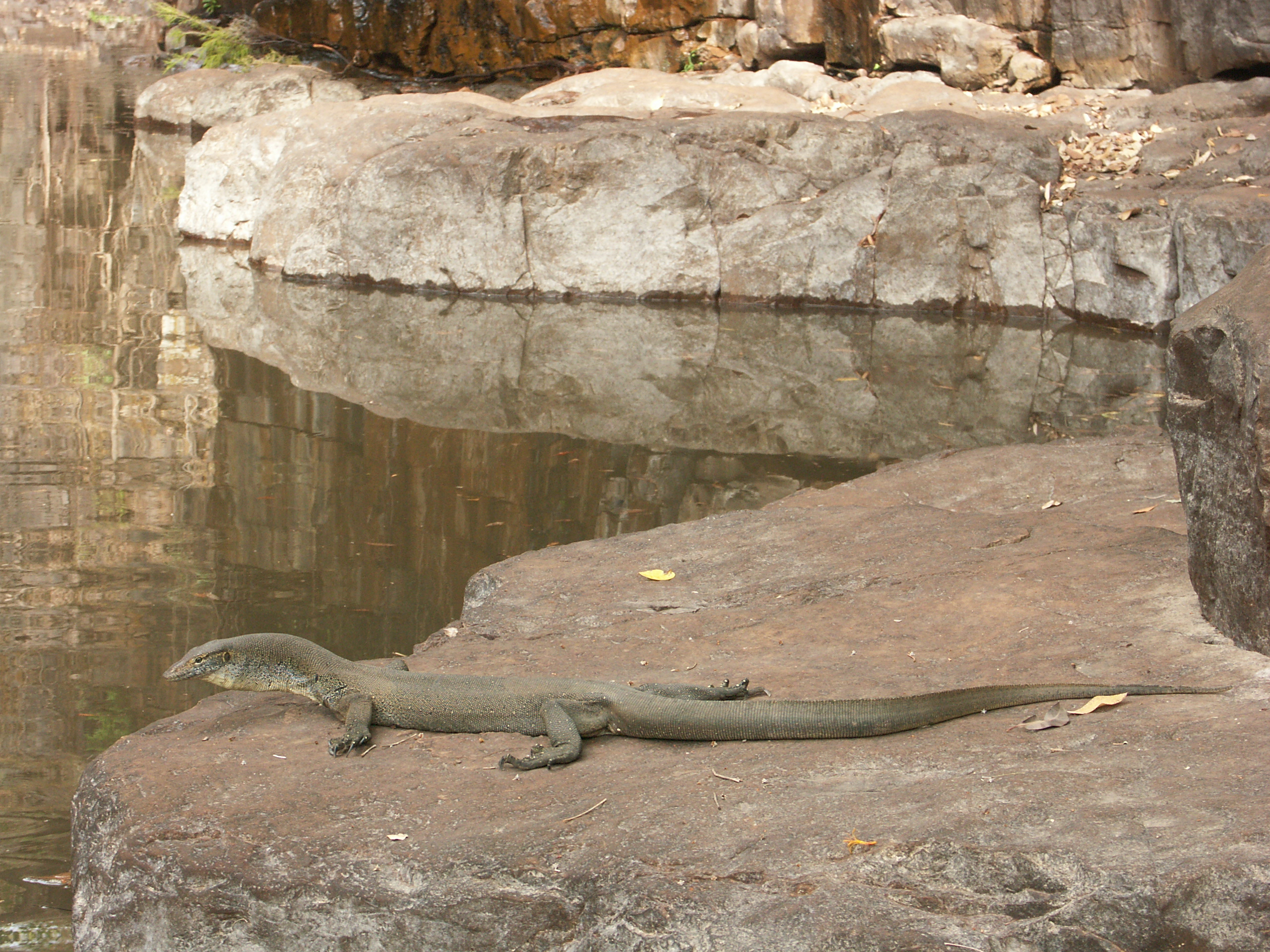
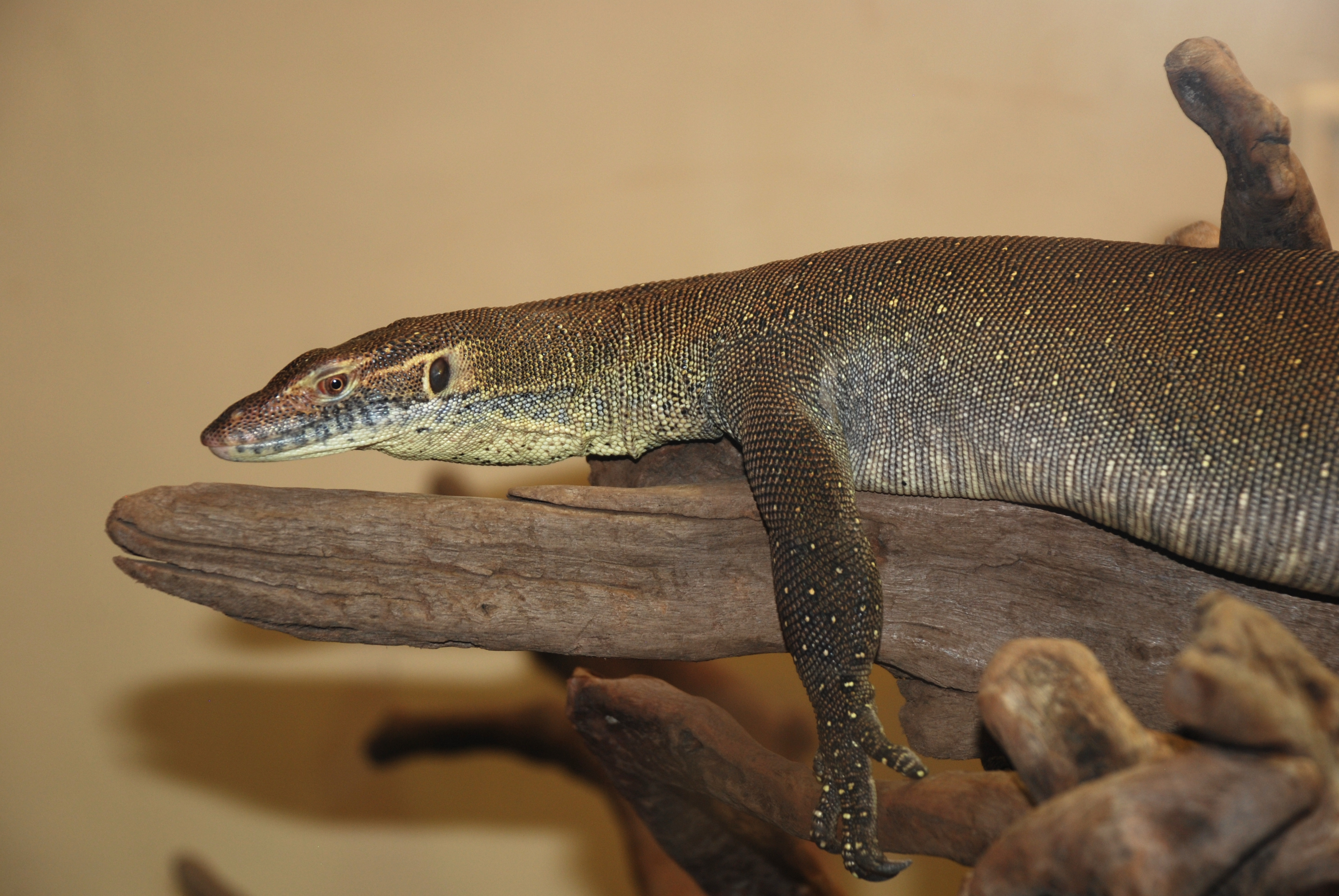
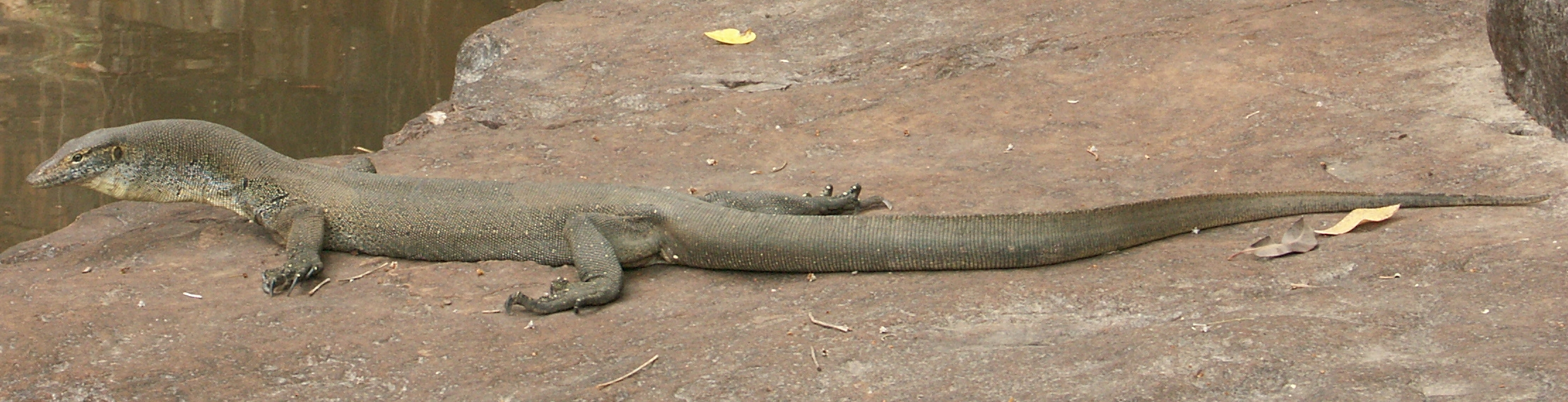
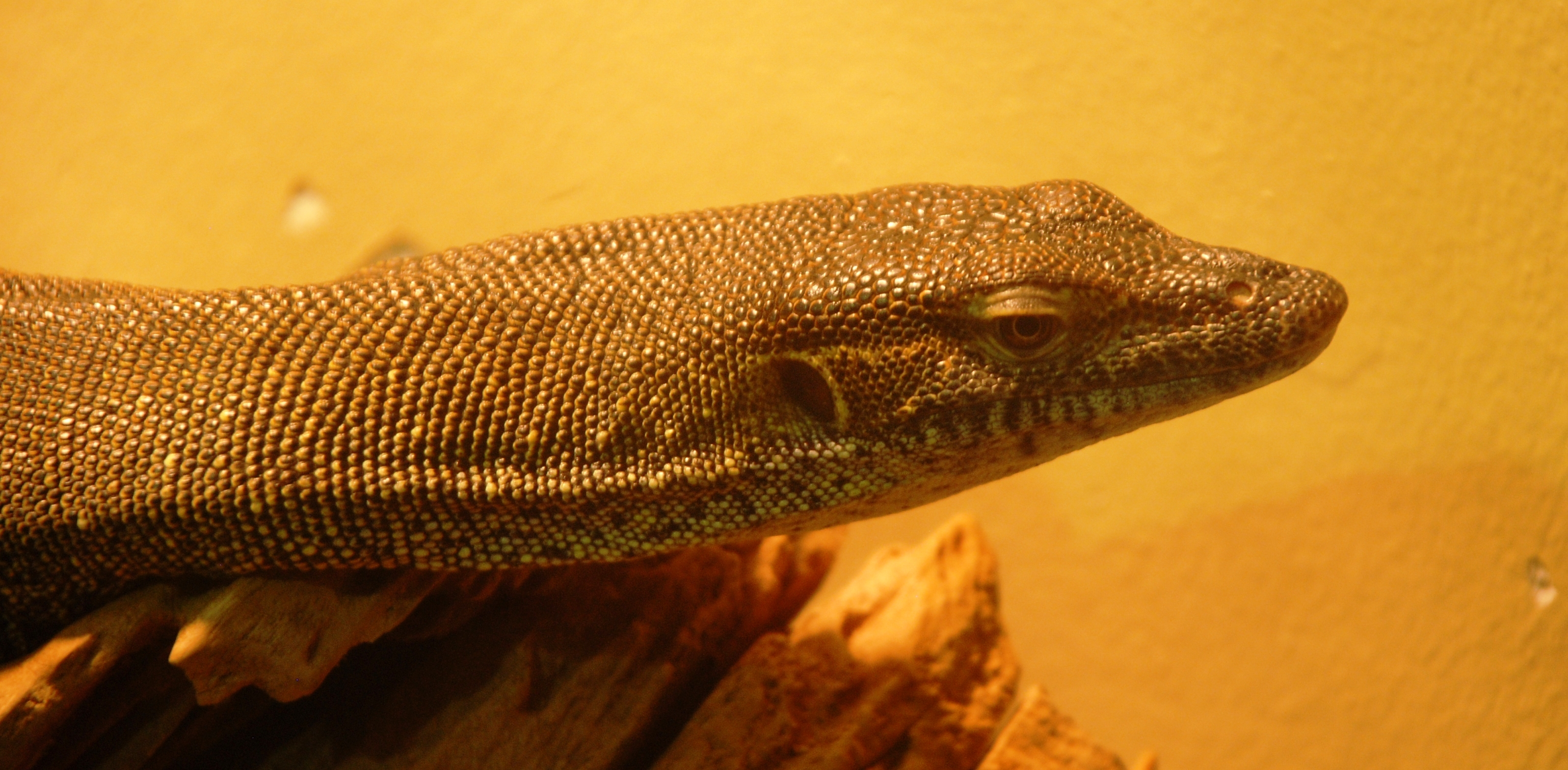